# Natalja Alexejewna Schelichowa

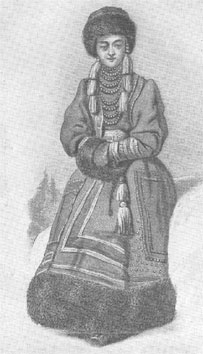
Natalja Alexejewna Schelichowa

Natalja Alexejewna Schelichowa (russisch Наталья Алексеевна Шелихова; * 1762 in Ochotsk; † 1810) war eine russische Unternehmerin.

## Leben
Schelichowas Geburtsname ist unbekannt. Im Alter von 13 Jahren heiratete sie den Pelzhändler Grigori Iwanowitsch Schelichow.
Schelichowa lebte mit ihrem Mann in Russisch-Amerika. 1783–1784 bereisten sie die Aleuten und die Kommandeurinseln. Dort wurde ihre Tochter Awdotja geboren. Sie lebten dann zwei Jahre lang auf der Insel Kodiak. 1787 kehrte die Familie nach Irkutsk zurück.
Im Dezember 1787 fuhren die Schelichows ohne die Kinder in die Hauptstadt St. Petersburg. Bald kehrten sie zurück nach Irkutsk und ließen sich ein Holzhaus bauen. Als 1789 Schelichow nach Ochotsk fuhr, vertrat ihn Schelichowa in Irkutsk und kümmerte sich um die Geschäftsprobleme. Sie war praktisch die erste Assistentin ihres Mannes und führte die Verhandlungen mit den Kaufleuten. Sie hatte Beziehungen zu der Frau des Generalgouverneurs, so dass sie immer bestens informiert war. Sie war allseits anerkannt, und Nikolai Nikititsch Demidow nannte sie Matuschka (Mütterchen). Als ihre älteste Tochter Anna im Januar 1795 den Diplomaten Nikolai Petrowitsch Resanow heiratete, bekam Schelichowa die Möglichkeit, ihre Interessen bei Hofe zu vertreten.
Als ihr Mann im Juli 1795 starb, übernahm Schelichowa die Führung der Familiengeschäfte, was vom Irkutsker Magistrat geduldet wurde. Allerdings legte ein Teil der Kaufleute Widerspruch ein, so dass Schelichowa sich mit Hilfe Nikolai Nikititsch Demidows und Platon Alexandrowitsch Subows an Kaiserin Katharina II. wenden musste. Nach zweijährigen schwierigen Verhandlungen mit Schelichows Verwandten und Kompagnons wurde Schelichowa im Juli 1797 mit einem Anteil von 50 % Gesellschafterin der neuen Golikow-Schelichow-Mylnikow-Amerika-Kompagnie. Im selben Jahr heiratete ihre Tochter Awdotja den Unternehmer Michail Matwejewitsch Buldakow, was ihre Position in der Geschäftswelt verstärkte. Im November 1797 ging der Gesellschafter Golikow in die Hauptstadt, die Familie Mylnikow wechselte auf die Seite Schelichowas, und Schelichowa wurde aufgrund der Verdienste ihres Mannes in den Adelsstand aufgenommen. Im August 1798 wurde in Irkutsk die Vereinigte Amerika-Kompagnie gegründet, deren Satzung für Schelichowa nicht günstig war. Mit Hilfe ihrer Schwiegersöhne richtete sie eine Petition an das Handelskollegium und Kaiser Paul I. Im Juli 1799 unterschrieb Paul I. den Ukas zur Gründung der Russländisch-Amerikanischen Kompagnie (RAK), in der ein Vertreter der Familie Schelichow dem Direktorium der Kompagnie angehören musste. Im Dezember 1799 übernahm Schelichowas Schwiegersohn Resanow die Geschäftsführung der RAK. Ihr Schwiegersohn Buldakow war über 20 Jahre lang einer der Hauptdirektoren der RAK.
Schelichowa hatte 10 Kinder, von denen fünf Töchter und ein Sohn überlebten. Sie wurde in Moskau auf 
dem Friedhof des Donskoi-Klosters begraben.